# Biegi narciarskie na Mistrzostwach Świata Juniorów w Narciarstwie Klasycznym 2023
Biegi narciarskie na 43. mistrzostwach świata juniorów odbyły się w dniach 28 stycznia-4 lutego 2023 roku w kanadyjskim Whistler. Zawodnicy i zawodniczki rywalizowali łącznie w 12 konkurencjach, w dwóch kategoriach wiekowych: juniorów oraz młodzieżowców. Po raz pierwszy od czasu wprowadzenia w programie zabrakło sztafet juniorek i juniorów; w ich miejsce została rozegrana sztafeta mieszana. W klasyfikacji medalowej zwyciężyła reprezentacja Norwegii, której zawodnicy zdobyli też najwięcej medali, 20, w tym osiem złotych, sześć srebrnych i sześć brązowych.

## Wyniki juniorów
| Miejsce | Zawodnik               | Czas    | Strata |
| ------- | ---------------------- | ------- | ------ |
|         | Anton Grahn            | 2:47,95 | —      |
|         | Elias Danielsson       | 2:49,03 | +1,08  |
|         | Eero Rantala           | 2:49,11 | +1,16  |
| 4.      | Mathias Holbæk         | 2:49,18 | +1,23  |
| 5.      | Casper Kvam Grindhagen | 2:49,97 | +2,02  |
| 6.      | Kristian Kollerud      | ?       | ?      |

| Miejsce | Zawodniczka                     | Czas    | Strata |
| ------- | ------------------------------- | ------- | ------ |
|         | Eevi-Inkeri Tossavainen         | 3:09,48 | —      |
|         | Milla Grosberghaugen Andreassen | 3:09,62 | +0,14  |
|         | Lisa Eriksson                   | 3:09,68 | +0,20  |
| 4.      | Nadine Laurent                  | 3:11,09 | +1,61  |
| 5.      | Iris De Martin Pinter           | 3:12,08 | +2,60  |
| 6.      | Elin Näslund                    | ?       | ?      |

| Miejsce | Zawodnik                 | Czas    | Strata |
| ------- | ------------------------ | ------- | ------ |
|         | Niko Anttola             | 23:35,4 | —      |
|         | Lars Heggen              | 23:41,4 | +6,0   |
|         | Thomas Linnebo Mollestad | 23:42,7 | +7,3   |
| 4.      | Nicklas Steiger          | 23:47,6 | +12,2  |
| 5.      | Elias Keck               | 23:58,5 | +23,1  |
| 6.      | Jørgen Nordhagen         | 24:08,4 | +33,0  |

| Miejsce | Zawodniczka                     | Czas    | Strata |
| ------- | ------------------------------- | ------- | ------ |
|         | Milla Grosberghaugen Andreassen | 26:55,7 | —      |
|         | Tuva Anine Brusveen-Jensen      | 27:01,8 | +6,1   |
|         | Marina Kälin                    | 27:11,0 | +15,3  |
| 4.      | Oline Vestad                    | 27:20,7 | +25,0  |
| 5.      | Tove Ericsson                   | 27:35,2 | +39,5  |
| 6.      | Samantha Smith                  | 27:36,9 | +41,2  |

| Miejsce | Zawodnik          | Czas    | Strata |
| ------- | ----------------- | ------- | ------ |
|         | Mathias Holbæk    | 53:05,7 | —      |
|         | Niko Anttola      | 53:13,4 | +7,7   |
|         | Kristian Kollerud | 53:33,8 | +28,1  |
| 4.      | Elias Keck        | 53:37,4 | +31,7  |
| 5.      | Davide Ghio       | 53:37,8 | +32,1  |
| 6.      | Simon Jung        | 53:37,9 | +32,2  |

| Miejsce | Zawodniczka                     | Czas      | Strata |
| ------- | ------------------------------- | --------- | ------ |
|         | Milla Grosberghaugen Andreassen | 1:01:17,6 | —      |
|         | Lisa Eriksson                   | 1:01:38,8 | +21,2  |
|         | Eevi-Inkeri Tossavainen         | 1:01:51,5 | +33,9  |
| 4.      | Iris De Martin Pinter           | 1:01:53,1 | +35,5  |
| 5.      | Marina Kälin                    | 1:01:53,7 | +36,1  |
| 6.      | Eva Ingebrigtsen                | 1:02:15,4 | +57,8  |

| Pozycja | Państwo    | Zawodnicy                                                                             | Czas    |
| ------- | ---------- | ------------------------------------------------------------------------------------- | ------- |
|         | Norwegia   | Milla Grosberghaugen Andreassen Lars Heggen Tuva Anine Brusveen-Jensen Mathias Holbæk | 51:32,7 |
|         | Szwecja    | Lisa Eriksson Elias Danielsson Tove Ericsson Erik Bergström                           | +33,5   |
|         | Włochy     | Iris De Martin Pinter Davide Ghio Nadine Laurent Aksel Artusi                         | +40,2   |
| 4.      | Szwajcaria | Marina Kälin Fabrizio Albasini Siri Wigger Niclas Steiger                             | +45,7   |
| 5.      | Finlandia  | Eevi-Inkeri Tossavainen Eero Rantala Elsa Torvinen Niko Anttola                       | +46,6   |
| 6.      | Kanada     | Alison Mackie Xavier McKeever Alexandra Luxmoore Luke Allan                           | +1:45,6 |
| ...     |            |                                                                                       |         |
| 10.     | Polska     | Zuzanna Fujak Piotr Jarecki Daria Szkurat Łukasz Gazurek                              | +2:23,9 |

## Wyniki młodzieżowców U23
| Miejsce | Zawodnik               | Czas    | Strata |
| ------- | ---------------------- | ------- | ------ |
|         | Ansgar Evensen         | 2:46,20 | —      |
|         | George Ersson          | 2:47,00 | +0,80  |
|         | Emil Danielsson        | 2:47,02 | +0,82  |
| 4.      | Jonas Vika             | 2:49,24 | +3,04  |
| 5.      | Elia Barp              | 2:49,69 | +3,49  |
| 6.      | Alessandro Chiocchetti | ?       | ?      |

| Miejsce | Zawodniczka              | Czas    | Strata |
| ------- | ------------------------ | ------- | ------ |
|         | Jasmin Kähärä            | 3:07,58 | —      |
|         | Kristin Austgulen Fosnæs | 3:08,29 | +0,71  |
|         | Sigrid Leseth Føyen      | 3:08,74 | +1,16  |
| 4.      | Moa Hansson              | 3:09,89 | +2,31  |
| 5.      | Nicole Monsorno          | 3:13,01 | +5,44  |
| 6.      | Ingrid Gulbrandsen       | ?       | ?      |

| Miejsce | Zawodnik            | Czas    | Strata |
| ------- | ------------------- | ------- | ------ |
|         | Jonas Vika          | 54:25,7 | —      |
|         | Edvard Sandvik      | 54:27,0 | +1,3   |
|         | Julien Arnaud       | 54:29,3 | +3,6   |
| 4.      | Andreas Fjorden Ree | 54:30,7 | +5,0   |
| 5.      | Rémi Bourdin        | 54:31,5 | +5,8   |
| 6.      | Truls Gisselman     | 54:31,7 | +6,0   |

| Miejsce | Zawodniczka              | Czas      | Strata |
| ------- | ------------------------ | --------- | ------ |
|         | Kristin Austgulen Fosnæs | 1:01:40,0 | —      |
|         | Lisa Lohmann             | 1:01:42,3 | +2,3   |
|         | Margrethe Bergane        | 1:01:47,2 | +7,2   |
| 4.      | Anja Weber               | 1:02:00,5 | +20,5  |
| 5.      | Nadja Kälin              | 1:02:01,2 | +21,2  |
| 6.      | Helen Hoffmann           | 1:02:01,5 | +21,5  |

| Miejsce | Zawodnik              | Czas    | Strata |
| ------- | --------------------- | ------- | ------ |
|         | Martin Kirkeberg Mørk | 22:52,1 | —      |
|         | Lars Agnar Hjelmeset  | 23:19,0 | +26,9  |
|         | Jonas Vika            | 23:35,5 | +43,4  |
| 4.      | Gaspard Rousset       | 23:35,8 | +43,7  |
| 5.      | Elia Barp             | 23:38,1 | +46,0  |
| 6.      | Antonin Savary        | 23:40,8 | +48,7  |

| Miejsce | Zawodniczka       | Czas    | Strata |
| ------- | ----------------- | ------- | ------ |
|         | Helen Hoffmann    | 26:13,0 | —      |
|         | Izabela Marcisz   | 26:14,5 | +1,5   |
|         | Margrethe Bergane | 26:17,4 | +4,4   |
| 4.      | Lisa Lohmann      | 26:27,7 | +14,7  |
| 5.      | Sophia Laukli     | 26:30,9 | +17,9  |
| 6.      | Anja Weber        | 26:51,4 | +38,4  |

| Pozycja | Państwo    | Zawodnicy                                                                   | Czas    |
| ------- | ---------- | --------------------------------------------------------------------------- | ------- |
|         | Francja    | Eve-Ondine Duchaufour Julien Arnaud Julie Pierrel Gaspard Rousset           | 51:05,0 |
|         | Szwecja    | Louise Lindström Gustav Kvarnbrink Moa Hansson Truls Gisselman              | +0,5    |
|         | Szwajcaria | Nadja Kälin Nicola Wigger Anja Weber Antonin Savary                         | +3,3    |
| 4.      | Norwegia   | Kristin Austgulen Fosnæs Jonas Vika Margrethe Bergane Martin Kirkeberg Mørk | +8,3    |
| 5.      | Niemcy     | Lisa Lohmann Jan-Friedrich Doerks Helen Hoffmann Anian Sossau               | +26,7   |
| 6.      | Kanada     | Jasmine Lyons Rémi Drolet Liliane Gagnon Sasha Masson                       | +35,6   |

## Klasyfikacja medalowa
| Poz. | Państwo    |   |   |   | złoto · srebro · brąz |
| ---- | ---------- | - | - | - | --------------------- |
| 1.   | Norwegia   | 8 | 6 | 6 | 20                    |
| 2.   | Finlandia  | 3 | 1 | 2 | 6                     |
| 3.   | Szwecja    | 1 | 5 | 2 | 8                     |
| 4.   | Niemcy     | 1 | 1 | 0 | 2                     |
| 5.   | Francja    | 1 | 0 | 1 | 2                     |
| 6.   | Polska     | 0 | 1 | 0 | 1                     |
| 7.   | Szwajcaria | 0 | 0 | 2 | 2                     |
| 8.   | Włochy     | 0 | 0 | 1 | 1                     |